# CF Brăila în sezonul 1937-1938
Sezonul 1937-38 reprezintă primul contact al echipei brăilene cu noul format al Ligii I, de asemenea al 4 sezon consecutiv în competițiile divizionare. În acea perioadă echipa avea denumirea de DUIG Brăila (Dacia Unirea Ignatz Goldenberg Brăila).
DUIG Brăila avea să termine pe locul 9, acumulând 48 de puncte și retrogradând în eșalonul secund.

## Rezultate
| 5 septembrie 1937 | Unirea Tricolor București | 3–1 | DUIG Brăila | București                 |  |
| 11:00             |                           |     |             | Stadion: Unirea București |  |

| 12 septembrie 1937 | DUIG Brăila | 2–2 | Victoria Cluj | Brăila                           |  |
| 11:00              |             |     |               | Stadion: Stadionul Vasile Roaită |  |

| 19 septembrie 1937 | Vagonul Arad | 6–0 | DUIG Brăila | Arad                       |  |
| 11:00              |              |     |             | Stadion: Stadionul Vagonul |  |

| 26 septembrie 1937 | DUIG Brăila | 1–0 | Rapid București | Brăila                           |  |
| 11:00              |             |     |                 | Stadion: Stadionul Vasile Roiată |  |

| 3 octombrie 1937 | FC Olimpia Satu Mare | 0–3 | DUIG Brăila | Satu Mare                  |  |
| 13:00            |                      |     |             | Stadion: Stadionul Olimpia |  |

| 10 octombrie 1937 | Clubul Atletic Oradea | 4–0 | DUIG Brăila | Oradea                          |  |
| 13:00             |                       |     |             | Stadion: Stadionul Iuliu Bodola |  |

| 17 octombrie 1937 | DUIG Brăila | 2–6 | C.S. Chinezul Timișoara | Brăila                           |  |
| 13:00             |             |     |                         | Stadion: Stadionul Vasile Roaită |  |

| 24 octombrie 1937 | CS Jiul Petroșani | 3–1 | DUIG Brăila | Petroșani               |  |
| 13:00             |                   |     |             | Stadion: Stadionul Jiul |  |

| 31 octombrie 1937 | DUIG Brăila | 2–3 | FC Baia Mare | Brăila                           |  |
| 10:00             |             |     |              | Stadion: Stadionul Vasile Roaită |  |

| 24 februarie 1938 | C.S. Chinezul Timișoara | 7–0 | DUIG Brăila | Timișoara                          |  |
| 13:00             |                         |     |             | Stadion: Stadionul CFR (Timișoara) |  |

| 6 martie 1938 | DUIG Brăila | 1–2 | Clubul Atletic Oradea | Brăila                           |  |
| 13:00         |             |     |                       | Stadion: Stadionul Vasile Roaită |  |

| 13 martie 1938 | DUIG Brăila | 1–2 | Unirea Tricolor București | Brăila                           |  |
| 11:00          |             |     |                           | Stadion: Stadionul Vasile Roaită |  |

| 20 martie 1938 | DUIG Brăila | 1–1 | FC Olimpia Satu Mare | Brăila                           |  |
| 11:00          |             |     |                      | Stadion: Stadionul Vasile Roaită |  |

| 3 aprilie 1938 | FC Baia Mare | 2–1 | DUIG Brăila | Baia Mare                          |  |
| 11:00          |              |     |             | Stadion: Stadionul Viorel Mateianu |  |

| 10 aprilie 1938 | Victoria Cluj | 2–0 | DUIG Brăila | Cluj                        |  |
| 13:00           |               |     |             | Stadion: Stadionul Victoria |  |

| 17 aprilie 1938 | DUIG Brăila | 1–0 | CS Jiul Petroșani | Brăila                           |  |
| 11:00           |             |     |                   | Stadion: Stadionul Vasile Roaită |  |

| 24 aprilie 20131938 | DUIG Brăila | 4–2 | Vagonul Arad | Brăila                                           |  |
| 13:00               |             |     |              | Stadion: Stadionul Vasile Roaită Spectatori: 500 |  |

| 19 mai 1938 | Rapid București | 3–0 | DUIG Brăila | București                   |  |
| 11:00       |                 |     |             | Stadion: Stadionul Giulești |  |

## Lotul de jucători
Pentru sezonul acesta, DUIG Brăila a folosit 24 de jucători astfel:
| N° | Numele                   | Meciuri jucate | Naționalitate | Post    |
|    | Dumitru Oprea            | 17             | România       |         |
|    | Itzic Goldenberg         | 17             | România       | atacant |
|    | Manu                     | 16             | România       |         |
|    | Nicolae Cavadia          | 16             | România       | atacant |
|    | Andrei Weiz              | 14             | România       |         |
|    | Nestor Zuckermann        | 13             | România       |         |
|    | Andrei Szutor            | 12             | România       |         |
|    | Dumitru Varady           | 11             | România       |         |
|    | Alexandru Constantinescu | 9              | România       |         |
|    | Nicolae Stanciu          | 9              | România       |         |
|    | Vasile Uriciuc           | 8              | România       |         |
|    | Dumitru Bonatiu          | 6              | România       |         |
|    | Emeric Dengyel           | 6              | România       |         |
|    | Victor Neumayer          | 6              | România       |         |
|    | Ioan Tănăsescu           | 6              | România       |         |
|    | Iosif Olteanu            | 5              | România       |         |
|    | Gherasim Hagiopol        | 4              | România       |         |
|    | Gheorghe Zimcea          | 3              | România       |         |
|    | Vîntu                    | 2              | România       |         |
|    | Vasile Șaramet           | 2              | România       |         |
|    | Roidi                    | 1              | România       |         |
|    | Dragoescu                | 1              | România       |         |
|    | Panescu                  | 1              | România       |         |
|    | Neculai Cristoloveanu    | 1              | România       |         |